# Andreas Wenzel
Andreas Wenzel (n. 18 martie 1958, Planken⁠(d), Liechtenstein) este un schior alpin ce a reprezentat Liechtenstein, medaliat olimpic. A participat la 3 ediții ale Jocurilor Olimpice (1976, 1980, 1984) în care a câștigat o medalie de argint și o medalie de bronz.